# Florida (Argentine)
Pour les articles homonymes, voir Florida.
Florida est une commune de la Province de Buenos Aires en Argentine.

## Galerie

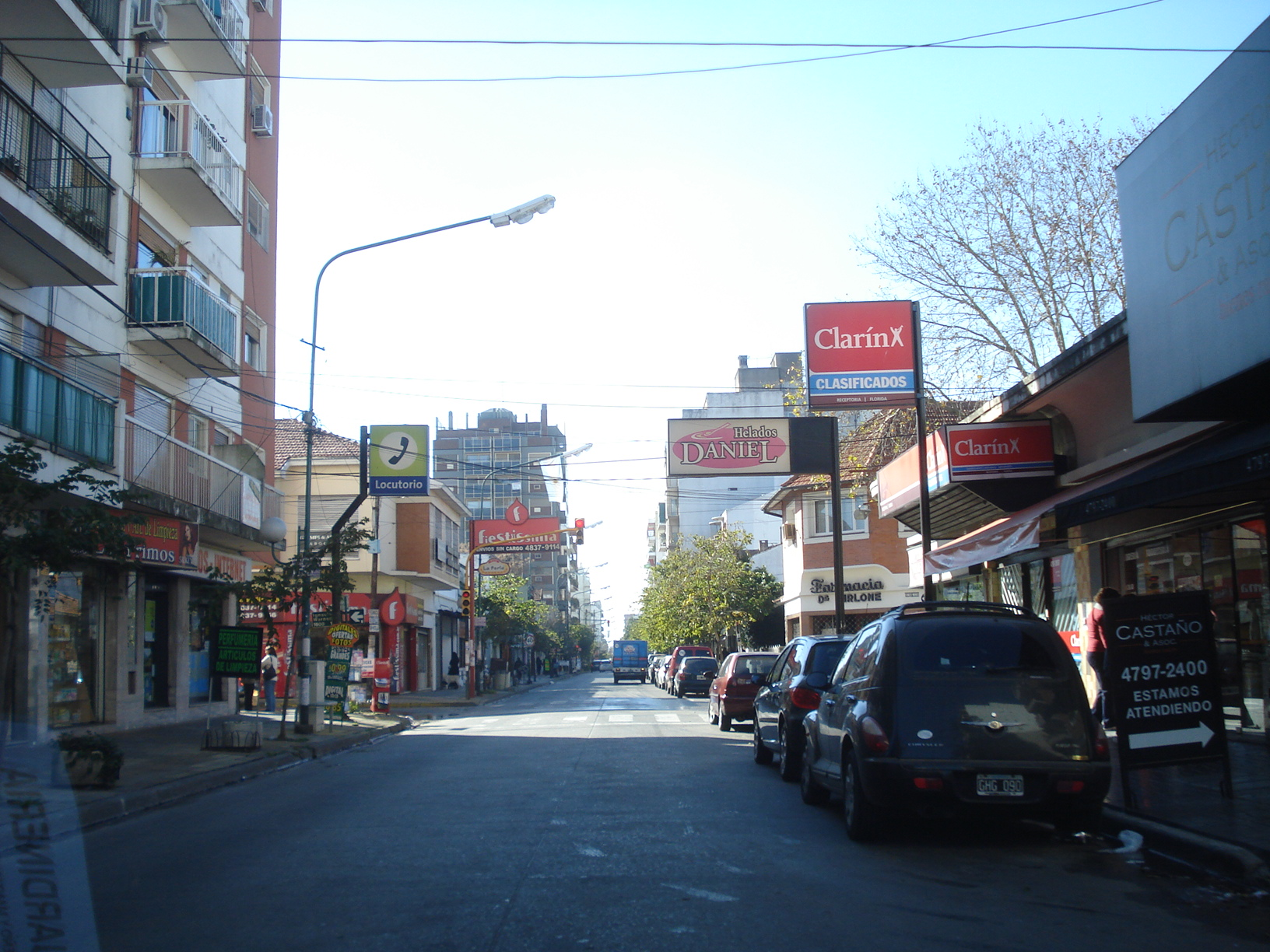
Avenue San-Martín
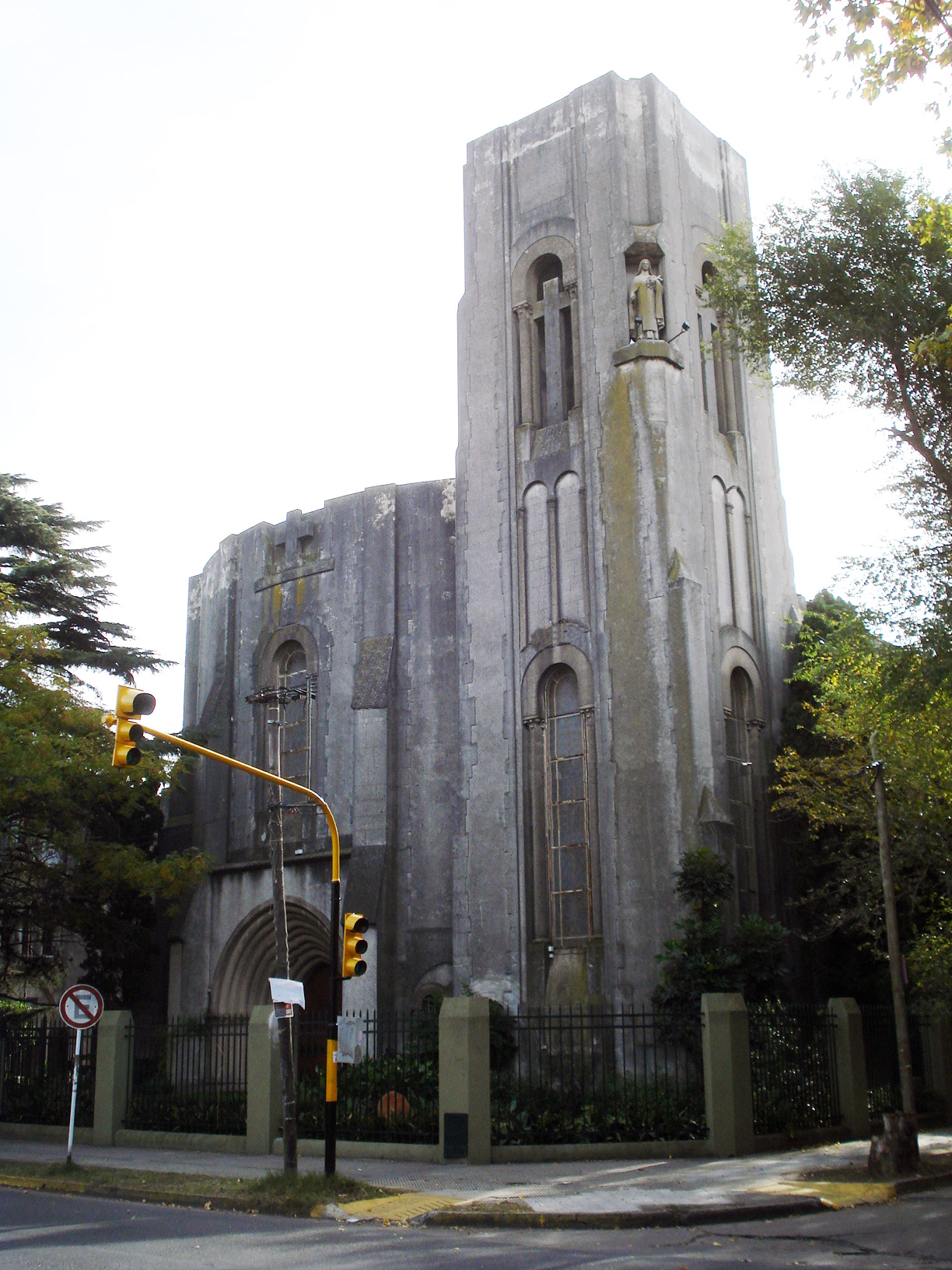
Paroisse Sainte Thérèse de l'Enfant-Jésus
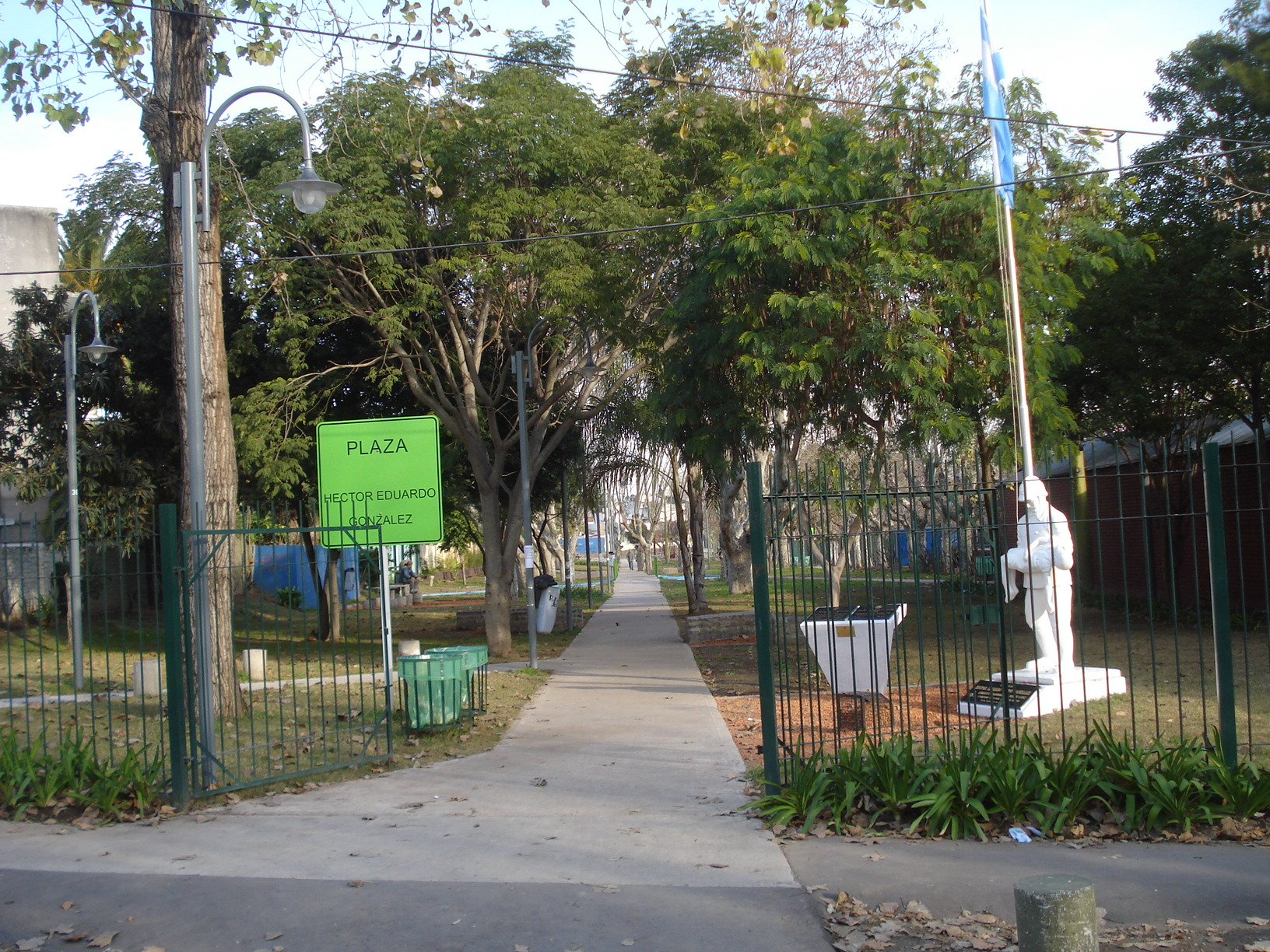
Place Héctor-González
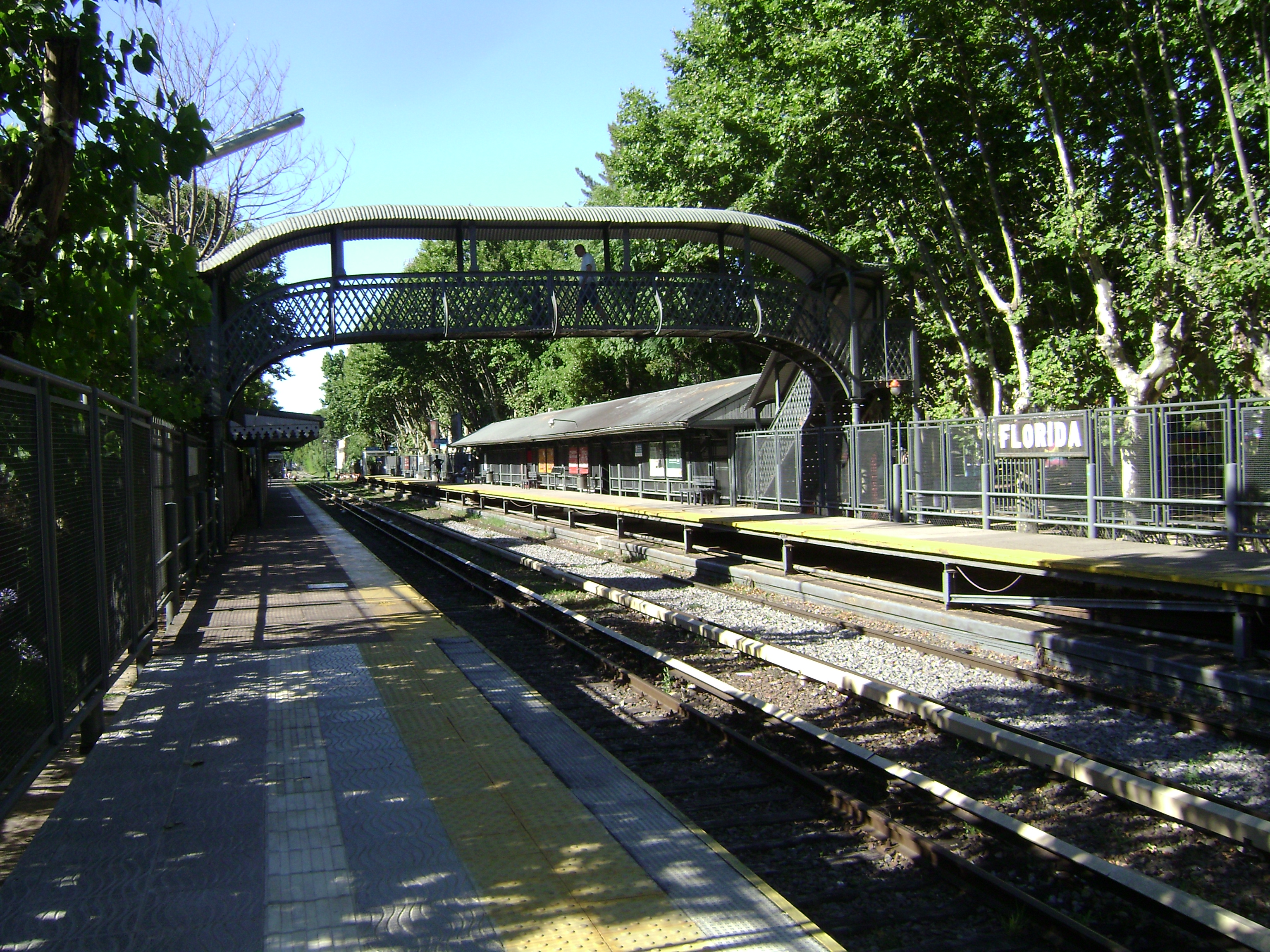
Gare
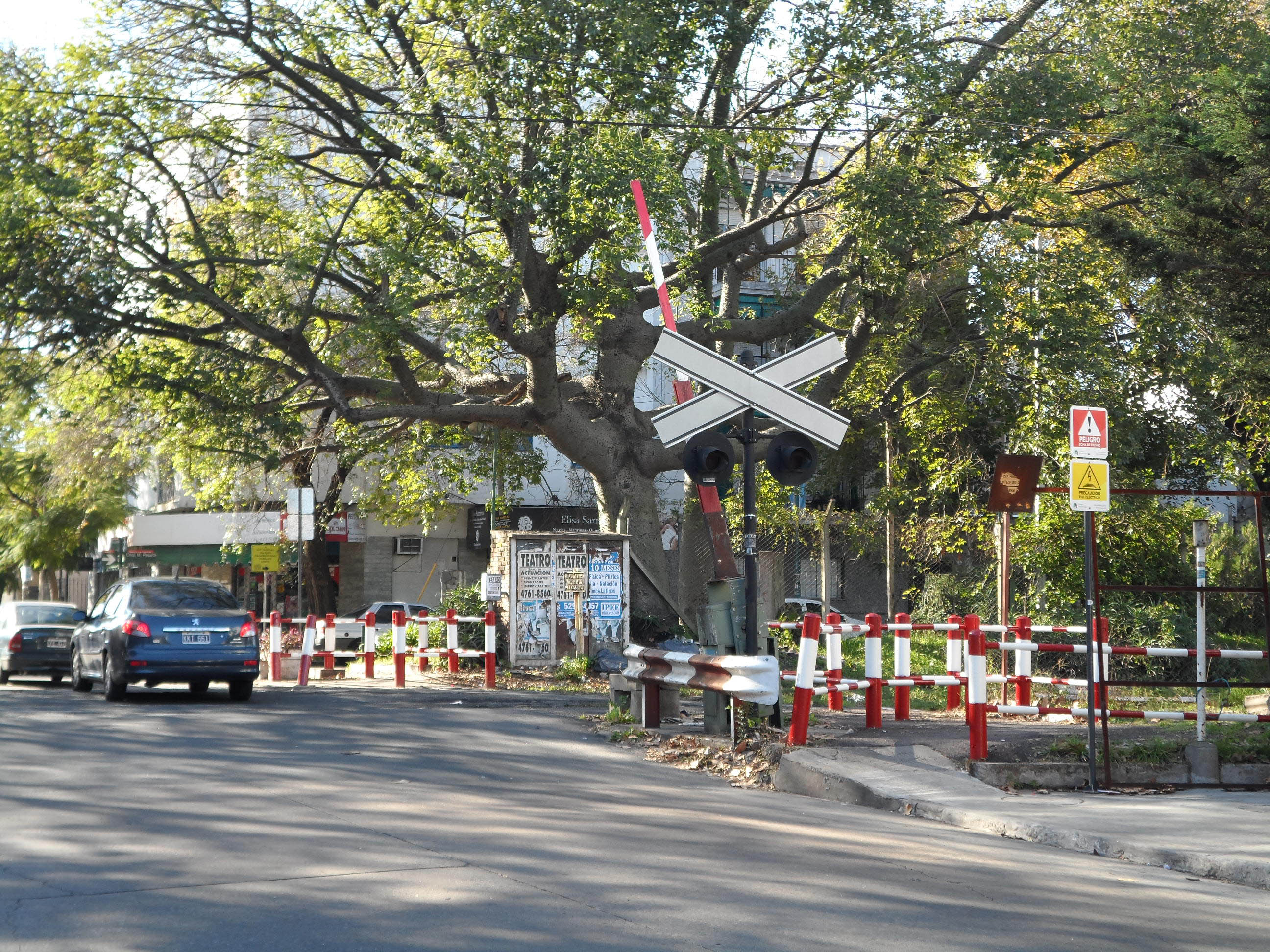
Passage à niveau sur l'avenue Laprida
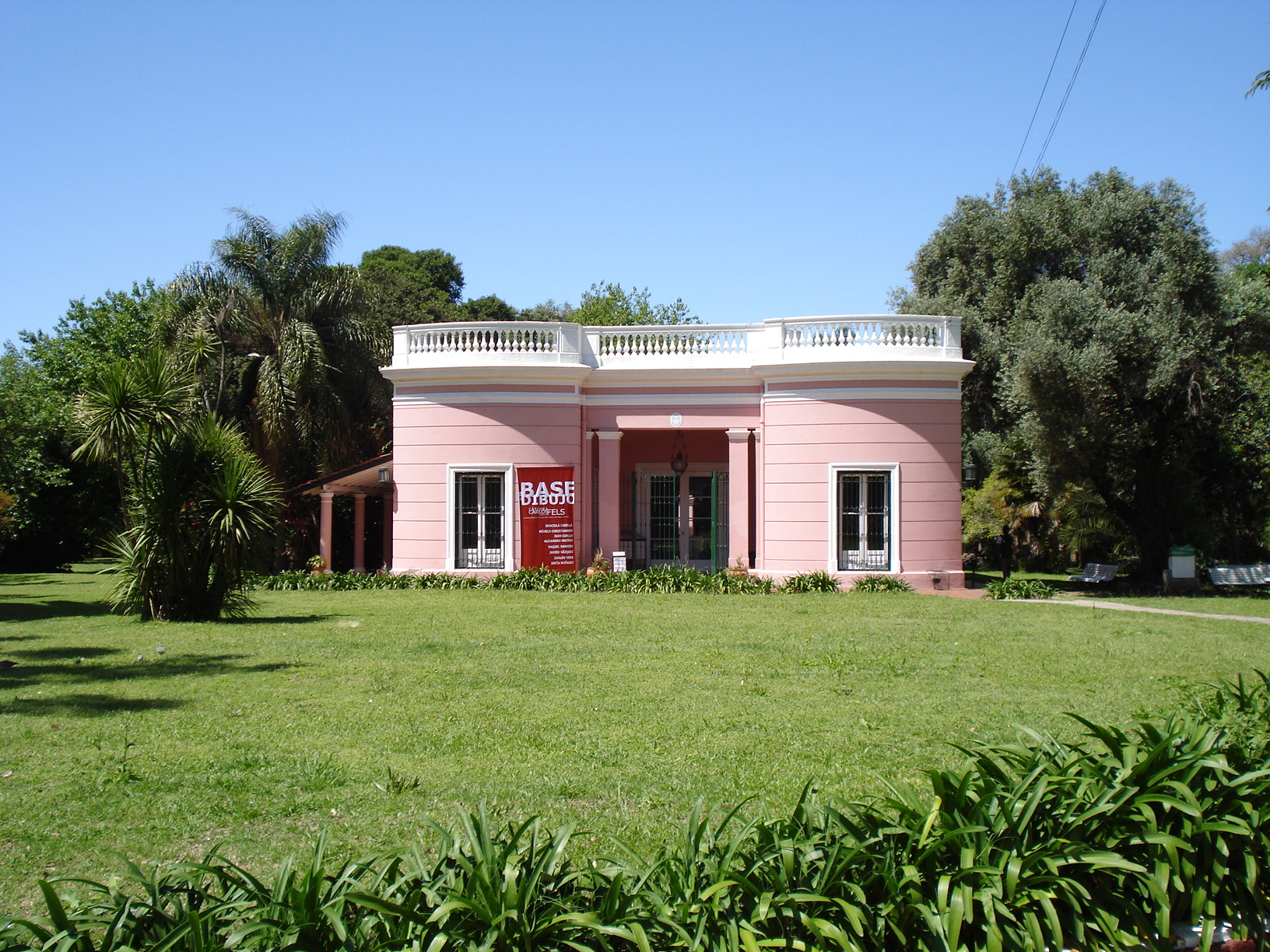
Quinta Trabucco